# Пардубице
Пардубице (чеш. Pardubice) је значајан град у Чешкој Републици и велики град источне Бохемије. Пардубице су седиште управне јединице Пардубички крај, где чине засебан округ Пардубице.
Пардубице су познате по највећем шаховском турниру у Европи, а симбол града је коњ, који се налази и на застави и на грбу града.

## Географија
Пардубице се налазе у средишњем делу Чешке републике и удаљен је од главног града Прага 105 км источно. Град је и средиште источне Бохемије.

### Рељеф
Пардубице се налазе на истоку Чешко-Моравске висоравни, у горњем делу тока познате реке Лабе. Град и околина су на брежуљкастом терену, на око 230 m надморске висине. Северно од града издиже се горје Крконоше.

### Клима
Клима области Пардубицама је умерено континентална.

### Воде
Град Пардубице се управо образовао на ушћу речице Хрудимке у већу реку Лабу.

## Историја
Град Пардубице је основан 1340, мада на том месту постоји манастир од раног 13. века. Владар овог краја, Арношт од Хостине је оснивач града, по коме су његови наследници узели презиме „од Пардубице“. Један од њих је био Арношт од Пардубице (1297-1364.), први надбискуп Прага.
1918. године Пардубице су постале део новоосноване Чехословачке. Током Другог светског рата град је бомбардован због значајне индустрије. У време комунизма град је нагло индустријализован, па је дошло до наглог повећања становништва. Као град на главној железничкој пружи бивше Чехословачке (Праг-Пардубице-Брно-Братислава) био је важно место за нове фабрике (нпр. Семтекс). Пардубице нису добиле статут регионалног центра (као на пример Храдец Кралове). После осамостаљења Чешке град је постао њено значајно средиште, али је дошло и до проблема везаних за преструктурирање привреде.

## Становништво
Пардубице данас имају око 90.000 становника и последњих година број становника у граду расте. Поред Чеха у граду живе и Словаци и Роми.

## Привреда
Пардубице су важан индустријски град: хемијска индустрија Синтезија производи експлозив, у граду постоји рафинерија нафте, као и машинска и електронска индустрија. Такође постоји производња компјутерских компонената, која је основана Тајванским капиталом. 2000. године Фокскон је основао производни погон - овај произвођач електронике је највећи послодавац у Пардубицама.
Пардубице су вековима познате по производњи колача од ђумбира. Цех произвођача ових колача основан је у 16. веку.

## Градске знаменитости
Пардубице има лепо очувано старо градско језгро са кулом и замком.
Пардубице су град спорта. Од 1874. године сваке јесени овде се одржава позната коњичка Велика пардубичка трка (Velká Pardubická). Неки тврде да је то најтежа коњичка трка у Европи.
Отворено првенство Чешке у шаху се одржава у Пардубицама, где редовно учествује око 1200 такмичара.
Из локалног хокејашког тима је потекао голман Доминик Хашек, освајач златне олимпијске медаље у хокеју, који је и рођен у овом граду, а данас наступа у америчкој професионалној хокејашкој лиги.

## Партнерски градови
- Зелб
- Шенебек
- Розињано Маритимо
- Перник
- Skellefteå Municipality
- Белхатов
- Чанакале
- Doetinchem
- East Lothian
- Golegã Municipality
- Херез де ла Фронтера
- Мерано
- Сежана
- Високе Татре
- Варегем

## Слике градских грађевина
- црква св. Вартоломеја
- Градска већница
- Црквена улица - пример из старог дела Пардубица
- Хокејашка дворана